# Ojo de Agua (Tabasco)
Ojo de Agua es un ejido del municipio de Balancán ubicado en la subregión de los Ríos del estado mexicano de Tabasco.

## Geografía
La localidad se ubica a 44.1 kilómetros (en dirección este) de la localidad de Balancán de Domínguez, la cabecera y lugar más poblado del municipio. Se sitúa en las coordenadas geográficas 17°52′43″N 91°07′38″O / 17.878611, -91.127222, a una elevación de 50 metros sobre el nivel del mar.

## Demografía
Según el Conteo de Población y Vivienda 2020, efectuado por el Instituto Nacional de Estadística y Geografía, la localidad de Ojo de Agua tiene 686 habitantes, de los cuales 341 son del sexo masculino y 345 del sexo femenino. Su tasa de fecundidad es de 2.71 hijos por mujer y tiene 185 viviendas particulares habitadas.
| Gráfica de evolución demográfica de Ojo de Agua entre 1970 y 2020 |
|                                                                   |
| INEGI.                                                            |